# Medjez Amar
Medjez Amar (în arabă مجاز عمار) este o comună din provincia Guelma, Algeria.
Populația comunei este de 7.703 locuitori (2008).